# Bollen i spel och ur spel (fotboll)

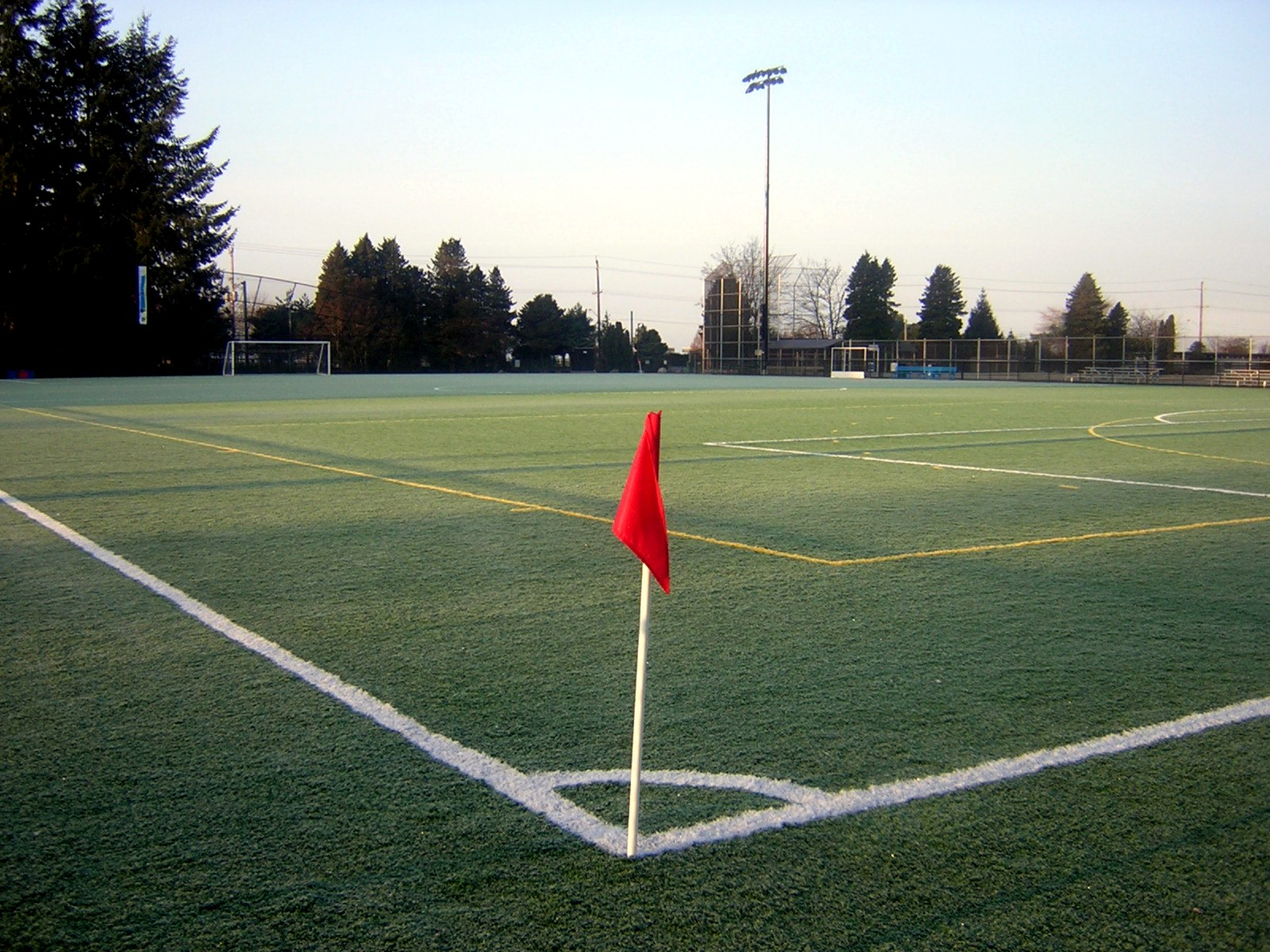
En hörnflagga markerar punkten där sidlinjen och mållinjen möts, de linjer som avgör om bollen är i eller ur spel.

Bollen i spel och ur spel är en regel inom fotboll som beskriver hur det bedöms om bollen fortfarande befinner sig på spelplanen, det vill säga i spel, eller ur spel, lämnat spelplanen eller domaren av annan anledning stoppat spelet. I de befintliga 17 fotbollsreglerna har regeln för bollen i spel och ur spel ordningstalet nio (9).

## Historik
De fotbollsregler som vi följer idag härstammar från den första uppsättningen med 14 regler som det engelska fotbollsförbundet, Football Association, gav ut den 8 december 1863. Förbundet bestod av 13 Londonklubbar som ville skapa enhetliga regler för fotboll som spelades i många lokala varianter över hela landet. 

## Nuvarande regel
Den nuvarande regeln för bollen i spel och ur spel lyder i sammandrag
Bollen är ur spel:
- när den helt passerat mållinjen eller sidlinjen oavsett om den gjort det på marken eller i luften
- när domaren stoppat spelet.

Bollen är i spel
- vid alla andra tillfällen.